# S19 (Polen)
De S19 is een snelweg in Polen. De S19 verbindt de grens met Wit-Rusland in Kuźnica via Białystok, Lublin en Rzeszów met de grens met Slowakije in Barwinek (aansluiting met de Slowaakse R4). In 2023 waren al 189,5 kilometer aangelegd; de totale geplande lengte (tegen 2027) is 570 kilometer.
A1 · A2 · A4 · A6 · A8 · A18 · A50
S1 · S2 · S3 · S5 · S6 · S7 · S8 · S10 · S11 · S12 · S14 · S16 · S17 · S19 · S22 · S50 · S51 · S52 · S61 · S74 · S79 · S86